# Maibang
Maibang o Maibong són unes ruïnes d'Assam, Índia, al districte de North Cachar Hills, entre dos branques de les muntanyes Barail al nord del riu Mahar, que fou la capital de la dinastia cachari al segle XVII quan van caure sota influència hinduista. El lloc va quedar cobert de jungla però sota aquesta van restar algun temples de pedra. La ciutat moderna de Maibong, al nord de les ruïnes està classificada com a comitè d'àrea urbana (town area committee) i es troba a 25° 18′ N, 93° 10′ E / 25.3°N,93.17°E amb una població segons el cens del 2001 de 7.664 habitants.

## La revolta de Maibang (o de Sambhudan)
Una revolta dels cacharis es va produir a la regió de Maibang el gener de 1882 dirigida per Sambhudan, que era localment famós per fer cures miraculoses; establert a la població va rebre contribucions del shabitants de la zona i va exercir el control sobre tota la comarca. El subcomssionat major Boyd va anar a Maibang amb una força de policia però quan va arribar no va trobar ningú; Sambhudan amb 20 homes, s'havia dirigot a Gunjong, capital de la llavors subdivisió de North Cachar, a unes 6 hores de marxa, i la va incendiar, matant a dos criats i un policia. Llavors va tornar a Maibang on estava acampat Boyd i a l'alba el va atacar; els cacharis estaven convençuts que eren invulnerables als trets pels poders màgics de Sambhudan; però l'atac fou fàcilment rebutjat i 8 o 9 atacants van morir; Boyd no obstant va quedar ferit per matxet i al no ser ben atès va morir de tètans al cap de pocs dies. Sambhudan va poder fugir per un temps però el seu amagatall fou descobert i fou rodejat per la policia; quan va intentar trencar el setge va rebre una ferida a la cama de la qual va morir. El seu lloctinent, Man Singh, fou capturat i condemnat a deportació de per vida.